# Waimea
Waimea är en ort i Hawaii County i Hawaii, USA. Waimea är en så kallad census designated place och hade 7 028 invånare vid folkräkningen år 2000 på en landareal av 100,36 kvadratkilometer. Av dessa bodde 4 703 invånare i centrala Waimea, på en yta av 13,82 kvadratkilometer. Orten är belägen på den norra delen av ön Hawaii.